# Gösta Olander
Gösta Olander, född 11 augusti 1893 i Ytterån, Alsens församling, Jämtlands län, död 14 juli 1972 i Vålådalen, Undersåkers församling, Jämtlands län
, var en svensk idrottspersonlighet, fjällivsman och filmare.

## Biografi
Uppvuxen i Jämtland som son till en grosshandlare, Jonas Olander med hustru Karin Olander, förblev Gösta Olander i stort sett Jämtland och Norrland trogen hela livet och hans stora intresse var idrott av olika slag tillsammans med friluftsliv i den svenska fjällvärlden. Förutom någon tennis och boxning ägnade han sig som ung framför allt åt fotboll och längdåkning på skidor. Han var med och startade Luleå Sportklubb (LSK), med bland annat bandy, fotboll och skidor, och var dess förste ordförande från starten 1915. Han spelade också i A-laget i fotboll för Näldens IF på 1920-talet, men det var inte med den egna idrottsutövningen han blev mest framgångsrik – hans främsta personliga placering sägs ha varit en andraplats på 18 km skidor i Östersund 1911 – utan det var framför allt som tränare och friluftsentusiast han blev legendarisk både i och utanför Sverige under sitt liv.
Som bergsbestigare var han tillsammans med den långvarige medarbetaren Torsten Boberg de första som dokumenterats ha bestigit ett antal bergstoppar i Kebnekaisemassivet. Han verkade sedan tjugoårsåldern i flera decennier som skidledare och skidinstruktör för bland annat Skidfrämjandet vid Riksgränsen och i Storlien. Åren 1931–1970 arrenderade han Vålådalens turiststation, några mil från Åreskutan, och gjorde under den tiden tillsammans med hustrun Olga (född Fritsch, 1905–1963), som han gifte sig med 1934, Vålådalen till inte bara en känd fjällstation för friluftsturister utan också ett rekreations- och träningscentrum för en stor mängd svenska och utländska elitidrottspersoner inom olika idrottsgrenar. Som tränare utvecklade han olika specialiteter, som "fartlek"-löpning i växlande tempon och allmän helhetsstärkande fjällvärldsträning. Han ansåg att konditionen skulle byggas upp långsiktigt utan hets, att energin skulle sparas till tävlingarna, att man skulle träna varierat på olika slags underlag med mjuka och avspända rörelser, som han iakttagit hos djuren och den samiska befolkningen. Stor vikt lades också vid vila och rätt kost, och många idrottspersoner har vittnat om hans psykologiska förmåga att stärka deras självförtroende och lyckas bättre.
Vintern 1940–1941 arbetade Gunder Hägg som dräng vid Vålådalens turiststation. Olander utvecklade en nära vänskap med den unge löparstjärnan och Hägg återvände vid upprepade tillfällen för att träna i fjällmiljön och lyfte ofta fram betydelsen av dessa vistelser i intervjuer. Olander låg också bakom filmen Gunder Hägg mot höjderna (1943). 
Parets hem i Vålådalen är i dag ett museum med över 600 föremål, däribland personliga idrottsminnen och tillhörigheter från kända internationella idrottspersoner.

## Minnesfond
Vid Olga Olanders död 1963 skapades en minnesfond, som förstärktes ytterligare vid Gösta Olanders död 1972. Olga och Gösta Olanders minnesfond delar genom Riksidrottens vänner årligen sedan 1963 ut stipendier till lovande idrottsungdom, och har genom åren tilldelats många framstående idrottspersoner.

## Film och böcker
Under framför allt 1930–1950-talen gjorde Olander ett antal dokumentära filmer om fjällvärldens natur, Svenska Turistföreningens aktiviteter och om idrottsmännen och träningen i Vålådalen, framför allt om Gunder Hägg, som ofta tränade där, samt om Sofiaflickornas resa i Grekland 1954. Han skrev också, ofta i samverkan med Torsten Boberg, ett antal böcker om fjällkunskap med mera, av vilka vissa fortfarande anses som klassiker inom fjällitteratur.

### Filmografi (urval)
- 1935 – Med STF i fjällen, sommar och vinter i Jämtland och Lappland
- 1943 – Gunder Hägg mot höjderna
- 1947 – Holmenkollen 1947
- 1950 – Storrännare i tävlingsspåret
- 1954 – Längdlöpning
- 1954 – Mina vänner djuren
- 1954 – Sofiaflickorna i Grekland